# Absinthine
L'absinthine est une lactone triterpénique produite naturellement à partir de la plante Artemisia absinthium (absinthe). Elle constitue l'un des agents chimiques les plus amers responsable du goût prononcé de l'absinthe. Le composé présente une activité biologique et s'est révélé prometteur en tant qu'agent anti-inflammatoire et ne doit pas être confondu avec la thuyone, une neurotoxine également présente dans Artemisia absinthium.